# Jerzy Streich
Jerzy Streich (ur. 4 stycznia 1966) – polski siatkarz, dwukrotny mistrz Polski.

## Kariera sportowa
Swoje największe sukcesy w karierze osiągnął z zespołem Stal Stocznia Szczecin. Z klubem tym zdobył mistrzostwo Polski w 1985 i 1987, wicemistrzostwo Polski w 1986 i 1988, brązowy medal mistrzostw Polski w 1984 i 1989.
W 1984 wystąpił na mistrzostwach Europy juniorów, zajmując z drużyną siódme miejsce.
W 2013 został zaliczony do Galerii Sławnych i Zasłużonych Ludzi Sportu Ziemi Pyrzyckiej.